# Elmar Geirsson
Ernst Elmar Geirsson (* 25. Juli 1948 in Reykjavík) ist ein ehemaliger isländischer Fußballspieler.

## Verein
Er spielte zunächst von 1965 bis 1970 für Fram Reykjavík. In der Saison 1971/72 absolvierte er 19 Spiele für Hertha Zehlendorf in der Regionalliga Berlin und traf dabei zweimal. 1974 kehrte er nach Island zu Fram Reykjavík zurück und wurde in sieben Begegnungen er Ersten Liga Islands eingesetzt (vier Tore). Dieses Wechselspiel zwischen dem Berliner Klub und seinem isländischen Verein führte er auch in den Folgejahren fort, bis er sich zur Saison 1975/76 der Trierer Eintracht in der Verbandsliga Rheinland anschloss. In der anschließenden Spielzeit absolvierte der dann zehn Spiele für die Moselaner in der 2. Fußball-Bundesliga und erzielte dabei ein Tor. 1978 ging er abermals zurück in seine Heimat und spielte dort noch bis 1982 bei KA Akureyri.

## Nationalmannschaft
Von 1967 bis 1980 stand er 23-mal für die isländische Nationalmannschaft auf dem Platz und erzielte dabei insgesamt zwei Treffer.